# 모담산
모담산은 대한민국 경기도 김포시 운양동에 있는 산으로 한강신도시 운양동 중심부에 자리잡고 있다. 산 정상에 있는 전망대에서는 한강 및 도시 전경을 내려다 볼 수 있고, 산 아래로는 모담산둘레길, 모담폭포마당, 모담체력장, 모담숲마당, 모담꽃길, 모담전통마당 등이 조성되어 있다. 